# Albanski ustanak (1912)
Veliki albanski ustanak 1912. godine odvijao se od januara do avgusta 1912 i rezultovao je prihvatanjem Osmanskog carstva da ispuni većinu (12 od 14) zahteva albanskih ustanika. Najvažniji zahtevi ustanika su bili da se objedine četiri vilajeta (Kosovski, Skadarski, Bitoljski i Janjinski) na čijoj su teritoriji živeli Albanci u jedan vilajet pod nazivom Albanski vilajet (iako Albanci nisu činili većinu stanovnika na teritoriji sva četiri vilajeta) i da se Albancima omoguće veća politička prava u odnosu na nealbansko hrišćansko stanovništvo. Ponovno dovođenje hrišćanskog stanovništva balkanskih vilajeta Osmanskog carstva u položaj građana drugog reda je poslužilo kao jedan od povoda za početak Prvog balkanskog rata zbog čijeg početka zahtevi albanskih ustanika nikada nisu realizovani.

## Pozadina
Albanski ustanak 1912. godine je bio najveći u nizu ustanaka Albanaca u periodu 1905—1912. Skoro svi ustanci su počinjali na teritoriji Kosovskog vilajeta (u julu 1908. u Prizrenu, u junu 1909. u Đakovici, u proleće 1910. na većem delu teritorije Kosovskog vilajeta), a zatim su se, ponekad, širili i na delove Bitoljskog vilajeta a ponekad i na severne delove Skadarskog vilajeta. Nakon reformi Osmanskog carstva koje su počeli da sprovode mladoturci, Albanci u Evropi i Arapi u Aziji su izgubili povlašćen položaj koji su imali, naročito u vreme vladavine sultana Abdul Hamida II. Ustanci započinju širom Osmanskog carstva u planinskim vrletima u kojima žive nomadska plemena, daleko od dohvata centralne vlade. Najveći ustanci izbijaju u Siriji, na Arapskom poluostrvu i na Balkanu. Na Balkanu Albanci su zbog izgubljenih privilegija podigli dva ustanka širih razmera. Prvi je podignut 1910. godine na delu teritorije Kosovskog vilajeta, a drugi januara 1912. Posebno nezadovoljstvo Albanaca su izazivale sledeće promene :
1. povećanje poreza
2. obavezna vojna služba
3. razoružavanje civilnog stanovništva

Prvi ustanak koji je izbio u proleće 1910. je ugušila kaznena ekspedicija nove mladoturske vlasti, predvođena Šefćet Torgut-pašom. Ovaj prvi ustanak su pomagale Crna Gora i Bugarska, iako nisu učestvovale u njegovom izazivanju .

## Tok Albanskog ustanka 1912.
Drugi ustanak širih razmera je izbio januara 1912. i oružjem i novcem su ga pomagale Srbija i Crna Gora. Nabavka oružja išla je preko Crne Gore. Srbija je takođe pomagala ustanike oružjem i novcem, jer je imala interesa u destabilizaciji Osmanskog carstva.
Albanski predstavnici su se pre dizanja ustanka 1912. prvo sastali sa predstavnicima osmanskih vlasti, ali su ove vlasti odbile njihove zahteve. Od velikih sila, jedino je Italija, tada u ratu sa Osmanskim carstvom, bila spremna da pomogne ustanike oružjem u južnoj Albaniji.
Ustanak je vodio Opšti ustanički komitet i to na području Kosovskog vilajeta (Drenice, Peći, Đakovice) i današnje severne Albanije. Vođe ustanika su bili Isa Boljetinac, Hasan Priština, Bajram Curi, Nedžib Draga, Riza-bej Kreiziju i drugi. Ustanici su prvo zauzeli Đakovicu, proteravši turske činovnike. Sredinom marta 1912. u albanskom emigrantskom listu koji je izlazio u Bugarskoj objavljeni su prvi zahtevi ustanika: imenovanje Albanaca za činovnike u vilajetu, otvaranje albanskih škola i vojna služba za Albance samo u granicama vilajeta. Ustanici su potom krenuli na Peć. Garnizon u Peći je pružio jak otpor i odbio napad ustanika, posle čega je došlo do sastanka albanskih vođa, njih oko 250, u Juniku.
Na zboru ustaničkih prvaka u Juniku su formulisani zahtevi za utvrđivanjem granica Albanije, povlačenjem turskih činovnika i uvođenjem albanskog jezika kao službenog. Jedan od glavnih ideologa albanskih ustanika je bio Hasan Priština, koji je politički usmeravao tok ustanka protiv turske vlasti. Zahtevi ustanika su formulisani u nekoliko sledećih tačaka:
- da se utvrde granice Albanije
- da se u Albaniji istakne albanska zastava
- da se u Albaniji postavi generalni guverner izabran među članovima starih i poznatih porodica
- da se povuku turski činovnici i da se na njihova mesta postave Albanci
- da albanski postane službeni jezik u Albaniji
- da sprovođenje ovih zahteva garantuju velike sile

Nakon zbora u Juniku, ustanici bez borbe zauzimaju Mitrovicu, Vučitrn i Prištinu. Albanci, koji su činili većinu vojnika Osmanskog carstva u garnizonima u ovim gradovima su masovno dezertirali i prelazili na ustaničku stranu jer se oficiri koji su bili protiv mladoturaka nisu aktivniije suprotstavljali ustanicima. Albancima iz Kosovskog vilajeta su se ubrzo pridružili Mirditi, Merturi i Nikaj. U Skadru je formiran zajednički komitet muslimana i katolika za pomoć ustanku. Borbe su se proširile i na Skadarski vilajet (Tirana i Kroja). Ustanici su u početku imali i podršku turskih oficira iz grupe "Spasilaca otadžbine", koji su hteli da obore mladoturski režim.
Usled uspeha albanske pobune, mladoturska vlada podnosi ostavku. Ubrzo potom, u julu mesecu, nova vlada šalje delegaciju na pregovore u Prištinu. Portina delegacija je zaključila da albanski zahtevi vode put otcepljenja od Carevine i odbila ih je. Iako su, zatim, ustanici preformulisali i ublažili svoje zahteve, predstavnici Osmanskog carstva odbijaju zahteve za autonomijom i upotrebom albanskog jezika u školama i administraciji.
Nakon ovoga, ustanici kreću na Skoplje i zauzimaju ga bez borbe. Do polovine avgusta 1912, ustanici su uspeli da ovladaju celim kosovskim vilajetom držeći u svojim rukama Prištinu, Novi Pazar, Sjenicu, Skoplje i druge gradove. U srednjoj i južnoj Albaniji ustanici su držali Permet, Leskoviku, Konicu, Elbasan, a u Makedoniji Debar. U ovoj fazi ustanka se vode intenzivni pregovori sa Srbijom, a Bajram Curi je predviđao i mogućnost da Srbija pomogne ustanike redovnom vojskom. 
Kontakte sa Srbijom je u početku ostvarivao Hasan Priština, ali pošto su im se međusobni interesi oko Kosova razišli, ubrzo je postao njen ogorčeni protivnik. Nakon Skoplja, ustanici kreću na jug i zauzimaju gradove na putu do Soluna. Kada su albanski ustanici stigli do Soluna, Porta je bila prinuđena da prihvati sve njihove zahteve. Nakon što je postignut sporazum sa Osmanskim vlastima, ovaj se masovni ustanak ugasio. Prihvaćeni su sledeći zahtevi ustanika: 
- uvođenje osnovnih i srednjih škola na albanskom jeziku u vilajetima Skadar, Janjina, Bitolj i Kosovo;
- imenovanje generalnog guvernera za četiri vilajeta, koga svake četvrte godine bira stanovništvo itd.
- imenovanje funkcionera koji poznaju jezik i običaje Albanaca;
- upotreba albanskog jezika pred sudovima;
- služenje vojske u evropskom delu Turske;
- smanjenje poreza;
- slobodno nošenje oružja;
- amnestija ustanika i turskih činovnika koji su im se priključili;

Ovim odlukama su praktično udareni pravni temelji Albanskog vilajeta koji bi obuhvatao sva četiri vilajeta, iz programa Prizrenske lige.